# (67085) Oppenheimer
(67085) Oppenheimer  es un asteroide perteneciente al cinturón de asteroides, descubierto el 4 de enero de 2000 por Stefano Sposetti desde el Observatorio Astronómico de Gnosca, en Suiza.

## Designación y nombre
Oppenheimer se designó inicialmente como 2000 AG42.
Más adelante fue nombrado en honor al físico nuclear estadounidense  Robert Oppenheimer (1904-1967).

## Características orbitales
Oppenheimer orbita a una distancia media del Sol de 2,3597 ua, pudiendo acercarse hasta 1,9563 ua y alejarse hasta 2,7630 ua. Tiene una excentricidad de 0,1709 y una inclinación orbital de 0,6934° grados. Emplea en completar una órbita alrededor del Sol 1323 días.

## Características físicas
Su magnitud absoluta es 16,8.